# جون غاستون غرانت
جون غاستون غرانت (بالإنجليزية: John Gaston Grant)‏ هو سياسي أمريكي، ولد في 1858 في مقاطعة هينديرسون في الولايات المتحدة، وتوفي في 21 يونيو 1923 في هينديرسونفيل في الولايات المتحدة. حزبياً، نشط في الحزب الجمهوري. وقد انتخب عضو مجلس نواب كارولينا الشمالية وانتخب عضو مجلس النواب الأمريكي.